# Дубровский (Верхнедонской район)
Дубро́вский — хутор в Верхнедонском районе Ростовской области.
Входит в состав Солонцовского сельского поселения.

## История
В составе Области Войска Донского хутор Дубровка входил в юрт станицы Мигулинской. На хуторе существовала Николаевская церковь, ныне не существующая.

## Население
| 1989 | 2002 | 2010 |
| ---- | ---- | ---- |
| 227  | ↘196 | ↘137 |

## Улицы
На хуторе имеется одна улица: Дубровская.